# Gmina Rangel (Mérida)
Gmina Rangel (hiszp.: Municipio Rangel) – gmina w Wenezueli, w stanie Mérida z siedzibą w Mucuchíesie. W 2013 roku zamieszkiwana była przez 19 634 osób.

## Nazwa
Nazwa gminy pochodzi od pułkownika Joségo Antonio Rangela, który odegrał znaczącą rolę w wenezuelskiej wojnie o niepodległość (1788-1821).

## Podział
Gmina podzielona jest na 5 parafii: Mucuchíes, Cacute, La Toma, Mucurubá i San Rafael.